# عراضة شامية
العراضة الشامية هي رقصة شعبية تقليدية تنتمي إلى التراث السوري، وتُعتبر من أبرز الفنون التعبيرية التي تجمع بين الإيقاع الحركي والغنائي، وغالبًا ما تُؤدى باستخدام السيف والترس، إضافة إلى الدبكة والأهازيج الشعبية. تتميز هذه الرقصة بطابعها الاحتفالي الذي يُعبّر عن الفخر والشجاعة، وتُقام في المناسبات الاجتماعية مثل الأعراس والاحتفالات الرسمية.
فرقة نور الشام للعراضة الشامية تعد من أشهر فرق العراضة الشامية في المملكة العربية السعودية. يقود الفرقة العقيد حسام أبو النور، ويضم الفريق مجموعة من عازفي الإيقاع، وهم أبو بشار، وأبو جواد، وأبو ماجد، بالإضافة إلى عازف الترومبيت أبو محمود. تتميز الفرقة بأدائها للوصفات الشامية القديمة والأغاني التراثية، مما يعكس الأصالة والتراث الثقافي السوري.
كما تبرز الفرقة في أداء الدبكة السورية، التي يؤديها أبو وليد السعيد، المعروف بأدائه الرائع وحركاته السريعة التي أسهمت في شهرته

## وصلات خارجية
- عراضة شامية على يوتيوب